# Robert Sullivan (Schriftsteller)

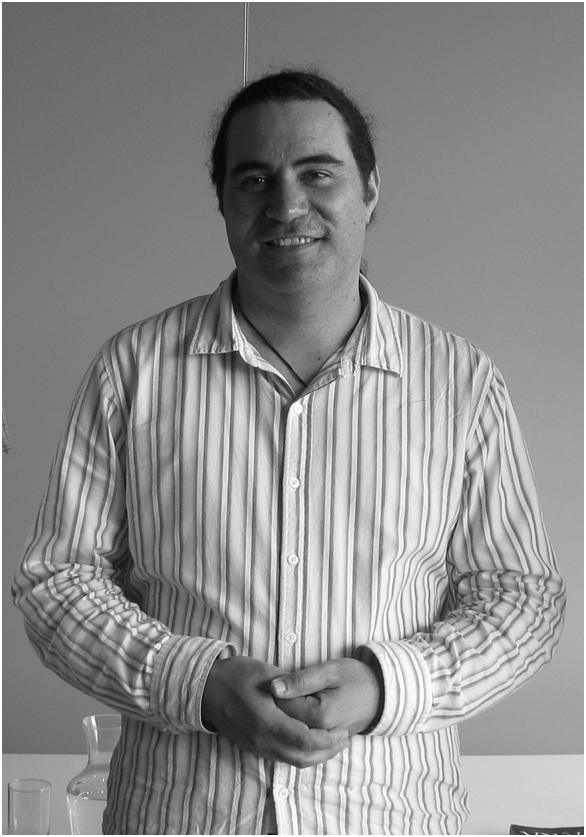
Robert Sullivan

Robert Sullivan (* 1967) ist ein neuseeländischer Māori-Schriftsteller aus Aotearoa.

## Person und Tätigkeit
Robert Sullivan ist in seinem verwandtschaftlichen Hintergrund durch seine Eltern sowohl mit den Māori als auch mit den Iren verbunden. Er selbst identifiziert sich mit der Gruppe der Ngā Puhi und beschreibt sich in seiner Identität als multikulturell.
Bisher hat er viele unterschiedliche Bücher veröffentlicht, die jedoch alle grundsätzlich die vielfältigen Dimensionen von Māori-Tradition in Gegenwart, Vergangenheit und Zukunft jeweils auf ihre Weise ausleuchten und erkunden. Sein Stil kann als postmodern bzw. als Fortentwicklung davon beschrieben werden und zeichnet sich besonders durch eine große Sensibilität und breite Wahrnehmung gegenüber soziokulturellen Gesellschaftsthemen der Gegenwart in Aotearoa / Neuseeland aus.
Als ein konkretes Werkbeispiel sei Star Waka genannt. In dieser lyrischen Erzählung knüpft der Autor stilistisch an mündliche Erzähltraditionen der Māori an und verbindet gegenwärtige Themen mit traditionellen Kulturkonzepten. Auf diese Weise stellt er im Stil einer Odyssee durch die Breite der Māorikultur die Frage nach zukunftsfähiger Identität und Heimat in der Gegenwart. Deswegen können auch alle Gedichte der Sammlung zusammen als ein Waka verstanden werden – das Buch verkörpert dadurch seine eigene Geschichte.
Neben den schriftstellerischen Entwicklungen erstreckt sich Robert Sullivans literarische Aktivität auch auf editorische Projekte. Beispielsweise arbeitet er als einer der Herausgeber der Online-Zeitschrift trout seit ihrer Gründung im Jahr 1997. Zusammenfassend ist es wichtig festzuhalten, dass Robert Sullivan - durch Auszeichnungen und seine berufliche Karriere unterstützt - mittlerweile eine etablierte und hochgeschätzte Rolle als Schriftsteller in Aotearoa innehat und als einer der wichtigsten Māori-Autoren der Gegenwart gilt.

## Werke (Auswahl)
- Jazz Waiata (1990)
- Piki Ake!: Poems 1990-92 (1993)
- Maui - Legends of the Outcast (1996)
- Star Waka (1999) [dt. Sternen-Waka, MANA-Verlag 2012]
- Weaving Earth and Sky : Myths & Legends of Aotearoa (2002)
- Captain Cook in the Underworld (2002)
- Voice Carried My Family (2005)
- Shout Ha! to the Sky (2010)
- Cassino: City of Martyrs (2010)
- Tūnui | Comet (2022)
- Hopurangi―Songcatcher: Poems from the Maramataka (2024)